# 60. Albüm Hakkı Bulut
60. Albüm Hakkı Bulut ist das 60. Studioalbum des türkischen Arabeske-Sängers Hakkı Bulut. Es erschien am 23. Januar 2015 über sein eigenes Label Hakkı Bulut Müzik.

## Cover
Auf dem Cover ist Bulut in lächelnder Pose und gegen eine Kommode gelehnt zu sehen, er trägt einen Anzug und ein weißes Hemd, welches aufgeknöpft ist. Auf der linken Seite ist der Titel des Albums in silberner Schrift zu lesen, der Hintergrund ist in einem schwarz-grauen Ton gehalten.

## Titelliste
| #   | Titel                          | Länge |
| --- | ------------------------------ | ----- |
| 1.  | İtiraf                         | 4:40  |
| 2.  | Mutlu Et İkimizi               | 4:52  |
| 3.  | Bu Yuvayı Kim Yıktı            | 5:47  |
| 4.  | Yoksa "İster Seve Seve" (Şiir) | 6:44  |
| 5.  | Enişte                         | 4:57  |
| 6.  | Çoktan Ayrılmalıydık           | 5:19  |
| 7.  | Farkındamısın                  | 4:17  |
| 8.  | Günah Benim Kime Ne            | 5:08  |
| 9.  | Kıymetlim                      | 5:43  |
| 10. | Enişte (Remix)                 | 4:38  |